# 郭可盈
郭可盈（英語：Kenix Kwok Ho Ying，1969年11月27日—），香港女演員與模特兒，畢業於玫瑰崗學校，1993年參選香港小姐。曾是無線電視四大花旦之一。

## 簡歷
- 1993年，郭可盈參選TVB香港小姐，雖然為奪冠大熱，[5]最後卻三甲不入，只獲最受傳播媒介歡迎獎及最佳演藝潛質兩個獎項[6]。同年，和無綫電視簽下經理人合約。
- 1995年，因《刑事偵緝檔案》的高婕一角而走紅，在《1996年度壹電視大獎》獲得十大電視藝人第二位，可惜當時TVB未有電視頒獎典禮。
- 2001年，繼關詠荷離巢後，郭可盈與蔡少芬、宣萱及陳慧珊四人被譽為無綫電視「四大花旦」。[4]
- 2003年，郭可盈和無綫電視經理人合約完結，轉簽部頭合約。
- 2004年3月10日，與林文龍結婚。
- 2005年憑《酒店風雲》顧碧琦（Becky）一角於《新城勁爆電視大獎頒獎禮》奪得新城勁爆女主角和新城勁爆電視演員兩獎。
- 2007年約滿無綫電視，結束14年賓主關係。
- 2008年3月12日，簽約模特兒公司。
- 2008年11月，重返無綫電視，接拍40集重頭劇《富貴門》，拍畢此劇後再次離開無綫。此劇亦是郭可盈目前最後一部拍攝的劇集。其后郭可盈淡出演艺圈。
- 2009年9月，據香港明報周刊報道，證實郭可盈已懷孕4個月，並於10月中宣傳無線電視劇集《富貴門》時親自公佈喜訊，郭的預產期在翌年2月底。
- 2010年1月14日，其丈夫林文龍透過手機短訊向傳媒表示，太太郭可盈已於嘉諾撒醫院順利誕下女兒林天若（Tania, 乳名:津津)，母女平安，重7.2磅，[7]現時就讀保良局蔡繼有學校(中學二年級)。[8]

## 个人生活
郭可盈生於香港，籍貫廣東中山。從小家境富裕，在四姐弟中她排行第二，有一個姐姐和一弟一妹，弟媳是藝人熊黛林，堂妹郭可穎為二人女子演唱團體B2前成員兼歌手。郭父做塑胶厂起家，與妻子共同擁有五間公司。郭父在2011年病逝，遺下逾億資產和億萬塑膠生意給四名子女，大姐一直幫忙打理家族生意，而弟弟和妹妹則分別擁有自己的出口公司和汽車生意，故郭父臨終前，曾要求郭可盈回家接管塑膠生意。

## 演出作品

### 電視劇（無綫電視）
| 首播   | 劇名             | 角色                           |
| 1994年 | CATWALK俏佳人    | 郭可盈（Kenix）                |
| 1994年 | 黃浦傾情         | 沈南星                         |
| 1994年 | 異度凶情         | 姚美琪（Maggie）               |
| 1994年 | 恨鎖金瓶         | 李瓶兒                         |
| 1995年 | 刑事偵緝檔案     | 高 婕（Jessie）                |
| 1995年 | 真情             | 李多歡（Joyce）                |
| 1995年 | 萬里長情         | 盧小燕                         |
| 1995年 | O記實錄          | 伍頌蓮（Kenes）                |
| 1995年 | 刑事偵緝檔案II   | 高 婕（Jessie）                |
| 1996年 | 闔府統請         | 文雅詠（Ivy）                  |
| 1996年 | O記實錄II        | 伍頌蓮（客串）                 |
| 1997年 | 當女人愛上男人   | 林寶珍（Kitty）                |
| 1997年 | 刑事偵緝檔案III  | 高 婕（Jessie）                |
| 1997年 | 刑事偵緝檔案III  | 寧倩華（Vivian、阿倩）         |
| 1998年 | 掃黃先鋒         | 歐陽楓（Maggie）               |
| 1998年 | 林世榮           | 金亞娣                         |
| 1998年 | 冤家宜結不宜解   | 田美雪                         |
| 1999年 | 創世紀           | 岑穎欣（Ivy）                  |
| 2000年 | 創世紀II天地有情 | 高美娜（Mia）                  |
| 2001年 | 美麗人生         | 郁曉君（蜘蛛女）／郁曉雅       |
| 2002年 | 法網伊人         | 沈學儀（Sammi、阿沈／師爺）    |
| 2002年 | 談判專家         | 簡 潔（Kit）                   |
| 2003年 | 智勇新警界       | 陸迎璋（Natalie）              |
| 2003年 | 俗世情真         | 林小敏（林姑娘）               |
| 2004年 | 青出於藍         | 王若詩（Miss Wong）            |
| 2005年 | 心花放           | 紀開心（開心姐）               |
| 2005年 | 酒店風雲         | 顧碧琦（Becky）                |
| 2006年 | 施公奇案         | 米香蓉／唐鳳（米牙婆、四奶奶） |
| 2007年 | 十兄弟           | 紀巧兒                         |
| 2009年 | 富貴門           | 董令姿（Angie）                |

### 電視劇（中國大陸）
| 年代   | 劇名                 | 角色   |
| 2000年 | 生死兄弟             | 陳水花 |
| 2007年 | 红粉（又名紅色使命） | 黃秋儀 |

### 電視電影（無綫電視）
| 年代   | 片名     | 角色   |
| 1995年 | 末路危情 | 李虹   |
| 2003年 | 冥約     | 程素心 |

### 電影
| 年代   | 片名                               | 角色   |
| 1994年 | 真相                               | 珍     |
| 1997年 | 陰陽路                             |        |
| 1997年 | 旺角大家姐                         |        |
| 1998年 | 豹妹                               |        |
| 1998年 | 濠江風雲                           | 方穎寧 |
| 1998年 | 強姦3 OL 誘惑                      |        |
| 2006年 | 愛裏沒有懼怕之恐懼森林（福音電影） | 茵     |

### 綜藝節目（無綫電視）
| 年份   | 節目                                        | 備註                          |
| 1993年 | 食物衛生 名人勁鬥星輝夜                     | 演出                          |
| 1993年 | 香港新婚夫婦競選 '93 （页面存档备份，存于） | 嘉賓                          |
| 1993年 | 娛樂北斗星                                  | 第8集嘉賓                     |
| 1993年 | 軟硬製造                                    | 第9集嘉賓                     |
| 1994年 | 富士超能巨星 格鬥爭霸戰                     | 演出                          |
| 1994年 | 咪當我老襯                                  | 第5集演出                     |
| 1995年 | 為食到飛起                                  | 第8集嘉賓                     |
| 1996年 | 1996年度國際華裔小姐競選                    | 表演嘉賓                      |
| 1996年 | 公益全港智叻星                              | 第8集嘉賓                     |
| 1996年 | 超級無敵獎門人                              | 第13集嘉賓                    |
| 1997年 | 1997年度香港小姐競選準決賽                  | 演出                          |
| 1997年 | 蔡瀾人生真好玩                              | 第7集嘉賓                     |
| 1997年 | 萬家同歡樂沙田                              | 演出                          |
| 1998年 | 1997年度十大勁歌金曲頒獎典禮                | 頒獎嘉賓                      |
| 1998年 | 公益開心大賞頭                              | 第9集嘉賓                     |
| 1998年 | 天下無敵獎門人                              | 第5集嘉賓                     |
| 1998年 | 歡樂滿東華                                  | 演出環節《五美情傾Dancing秋》 |
| 1999年 | 驚天動地獎門人                              | 第24集嘉賓                    |
| 1999年 | 非常勁秋荃情夜                              | 演出嘉賓                      |
| 1999年 | 跨世紀錄香港同心齊共創                      | 演出                          |
| 2000年 | 公益開心百萬SHOW                            | 第1集嘉賓                     |
| 2001年 | 公益開心大富翁                              | 第5集嘉賓                     |
| 2004年 | 繼續無敵獎門人                              | 第7集嘉賓                     |
| 2005年 | 百法百眾(第二輯)                            | 第21集嘉賓                    |
| 2005年 | 殘酷一叮(第二輯)                            | 第8集嘉賓                     |
| 2008年 | 娛樂直播                                    | 專訪嘉賓                      |
| 2023年 | 萬千星輝頒獎典禮2022                        | 頒獎嘉賓                      |

### 其他演出
| 年份   | 頻道            | 節目                                                                                        |
| 2004年 | 明珠台          | 小Q正傳配音（旁述及女主角）                                                                 |
| 2005年 | 香港電台第一台  | 《無火主席》節目內專題特寫環節「展能拍檔」的廣播劇 （页面存档备份，存于）（與馬德鐘合作）   |
| 2008年 | 商業電台雷霆881 | 十八樓C座廣播劇40週年特別劇場（聲演教授一角） （页面存档备份，存于） （页面存档备份，存于） |

## 主持
| 年代        | 節目                           | 備註                         |
| 1993年      | 九四無綫勁Show博覽會           | 與陳啟泰合作                 |
| 1994年      | 生力男人本色豪情話             | 與江欣燕、陳法蓉合作         |
| 1996年      | 永安旅遊話你知：點解印尼咁好玩 | 與郭耀明、陳妙瑛、吳美珩合作 |
| 2005-2006年 | 更上一層樓                     | 第1輯                        |

## 歌曲
| 歌名         | 電視劇 | 收錄     | 性質                 | 備註                                                 |
| 月寂寥       | 红粉   |          | 插曲                 | 郭可盈主唱                                           |
| 十子緊扣     | 十兄弟 |          | 主題曲               | 林文龍、郭可盈合唱                                   |
| 心裡話       | 心花放 |          | 插曲                 | 陶大宇、郭可盈、陳豪、廖碧兒合唱                     |
| 又再偷窺     |        | 夢迴慾孽 | 流行曲（林保怡唱片） | 林保怡、郭可盈合唱                                   |
| 信一天會到   |        | 愛在今天 |                      | 吳鎮宇、郭可盈、蔡少芬、梁小冰、李鄭屋村（樂隊）合唱 |
| 有你已經足夠 |        | 愛在今天 |                      | 郭可盈主唱                                           |
| 答應         |        |          |                      | 陶大宇 合唱                                          |

### 參演MV
- 1993年：梁朝偉《你是如此難以忘記》
- 1993年：劉德華《永遠寂寞》
- 1994年：許志安《想說》
- 1994年：劉德華《誰人知》
- 1995年：張學友《讓你愉快（讓我孤獨）》
- 2001年：李克勤《飛花》
- 2002年：李克勤《不知不覺愛上你》

## 無綫月曆
- 1996年4月：郭可盈
- 1997年9月：魏駿傑、郭可盈
- 1998年4月：陳錦鴻、郭可盈
- 1999年2月：吳啟華、郭可盈
- 2000年2月：林保怡、郭可盈
- 2001年11月：林家棟、郭可盈
- 2002年8月：歐陽震華、郭可盈
- 2003年12月：林保怡、郭可盈、陳浩民
- 2004年10月：歐陽震華、郭可盈
- 2005年11月：郭可盈、馬德鐘、陳慧珊
- 2006年12月：郭可盈、馬德鐘、麥長青、黃德斌、郭政鴻、李思捷、李亞男、曹敏莉、李施嬅、楊思琦、司徒瑞祈

## 獲得獎項
| 年代   | 頒獎                          | 獎項                                      | 劇集                   | 角色                        | 結果 |
| 1993年 | 《香港小姐競選》              | 最受傳播媒介歡迎獎                        |                        |                             | 獲獎 |
| 1993年 | 《香港小姐競選》              | 最佳演藝潛質獎項                          |                        |                             | 獲獎 |
| 1996年 | 《1996年度壹電視大獎》        | 十大電視藝人 - 第二位                     |                        |                             | 獲獎 |
| 1996年 | 《1996年度壹電視大獎》        | 十大電視節目第一位                        | 《刑事偵緝檔案II》     |                             | 獲獎 |
| 1996年 | 《1996年度壹電視大獎》        | 十大電視節目第三位                        | 《刑事偵緝檔案》       |                             | 獲獎 |
| 1996年 | 《1996年度壹電視大獎》        | 十大電視節目第五位                        | 《O記實錄》            |                             | 獲獎 |
| 1996年 | 《1996年度壹電視大獎》        | 十大電視節目第六位                        | 《真情》               |                             | 獲獎 |
| 1997年 | 《1997年度壹電視大獎》        | 十大電視藝人 - 第四位                     |                        |                             | 獲獎 |
| 1997年 | 《1997年度壹電視大獎》        | 十大電視節目第三位                        | 《O記實錄》            |                             | 獲獎 |
| 1997年 | 《1997年度壹電視大獎》        | 十大電視節目第五位                        | 《真情》               |                             | 獲獎 |
| 1997年 | 《1997年度壹電視大獎》        | 十大電視節目第六位                        | 《闔府統請》           |                             | 獲獎 |
| 1997年 | 《1997年度壹電視大獎》        | 最養眼電視藝人                            |                        |                             | 獲獎 |
| 1998年 | 《1998年度壹電視大獎》        | 十大電視藝人 - 第六位                     |                        |                             | 獲獎 |
| 1998年 | 《1998年度壹電視大獎》        | 十大電視節目第二位                        | 《刑事偵緝檔案III》    |                             | 獲獎 |
| 1998年 | 《1998年度壹電視大獎》        | 十大電視節目第三位                        | 《真情》               |                             | 獲獎 |
| 1998年 | 《1998年度壹電視大獎》        | 好o搭糖藝人                               |                        |                             | 獲獎 |
| 1998年 | 《1998年度壹電視大獎》        | 好順眼螢幕情侶：陶大宇、郭可盈            | 《刑事偵緝檔案III》    | 張大勇、高婕                | 獲獎 |
| 1999年 | 《1999年度壹電視大獎》        | 十大電視藝人 - 第九位                     |                        |                             | 獲獎 |
| 2000年 | 《2000年度壹電視大獎》        | 十大電視藝人 - 第六位                     |                        |                             | 獲獎 |
| 2000年 | 《2000年度壹電視大獎》        | 十大電視節目第九位                        | 《創世紀》             |                             | 獲獎 |
| 2001年 | 《2001年度壹電視大獎》        | 十大電視節目第七位                        | 《創世紀II之天地有情》 |                             | 獲獎 |
| 2002年 | 《2002年度萬千星輝賀台慶》    | 本年度我最喜愛的電視角色                  | 《法網伊人》           | 沈學儀（Sammi、阿沈、師爺） | 獲獎 |
| 2003年 | 《2003年度壹電視大獎》        | 十大電視藝人 - 第九位                     |                        |                             | 獲獎 |
| 2003年 | 《2003年度壹電視大獎》        | 十大電視節目第五位                        | 《談判專家》           |                             | 獲獎 |
| 2003年 | 《2003年度壹電視大獎》        | 十大電視節目第八位                        | 《法網伊人》           |                             | 獲獎 |
| 2003年 | 《2003年度萬千星輝賀台慶》    | 本年度我最喜愛的電視角色                  | 《俗世情真》           | 林小敏                      | 獲獎 |
| 2004年 | 《2004年度壹電視大獎》        | 十大電視藝人 - 第三位                     |                        |                             | 獲獎 |
| 2004年 | 《2004年度壹電視大獎》        | 十大電視節目第五位                        | 《智勇新警界》         |                             | 獲獎 |
| 2004年 | 《2004年度萬千星輝賀台慶》    | 本年度我最喜愛的電視角色                  | 《青出於藍》           | 王若詩（Miss Wong）         | 獲獎 |
| 2004年 | 《Astro華麗台電視劇大獎2004》 | 我最難忘的一巴：簡潔摑莫家聰 郭可盈、陳豪 | 《談判專家》           | 簡潔、莫家聰                | 獲獎 |
| 2005年 | 《2005年度壹電視大獎》        | 十大電視藝人 - 第八位                     |                        |                             | 獲獎 |
| 2005年 | 《2005年度壹電視大獎》        | 纖悅健康風采美態之星大獎                  |                        |                             | 獲獎 |
| 2005年 | 《新城勁爆電視大獎頒獎禮》    | 新城勁爆女主角                            | 《酒店風雲》           | 顧碧琦（Becky）             | 獲獎 |
| 2005年 | 《新城勁爆電視大獎頒獎禮》    | 新城勁爆電視演員                          |                        |                             | 獲獎 |
| 2006年 | 《2006年度壹電視大獎》        | 十大電視藝人 - 第六位                     |                        |                             | 獲獎 |
| 2006年 | 《2006年度壹電視大獎》        | 十大電視節目第三位                        | 《酒店風雲》           |                             | 獲獎 |
| 2017年 | 《第22屆華鼎獎》              | 十年全国观众最喜爱的影视明星              |                        |                             | 獲獎 |

## 提名獎項
| 年代   | 頒獎                      | 獎項                                 | 劇集                 | 節目           | 角色                                   | 結果              |
| 1997年 | 1997年度萬千星輝賀台慶    | 最佳劇中女角演繹大獎（最佳女主角）   | 《刑事偵緝檔案III》  |                | 高婕（Jessie）、寧倩華（Vivian、阿倩） | 提名 （最後七強） |
| 1998年 | 1998年度萬千星輝賀台慶    | 最佳女主角獎                         | 《掃黃先鋒》         |                | 歐陽楓                                 | 提名 （最後五強） |
| 1999年 | 1999年度萬千星輝賀台慶    | 本年度我最喜愛的女主角（最佳女主角） | 《創世紀》           |                | 岑穎欣（Ivy）                          | 提名              |
| 2000年 | 2000年度萬千星輝賀台慶    | 本年度我最喜愛的女主角（最佳女主角） | 《創世紀II天地有情》 |                | 高美娜（Mila）                         | 提名              |
| 2001年 | 2001年度萬千星輝賀台慶    | 本年度我最喜愛的女主角（最佳女主角） | 《美麗人生》         |                | 郁曉君／郁曉雅（Chloe）                | 提名              |
| 2002年 | 2002年度萬千星輝賀台慶    | 本年度我最喜愛的女主角（最佳女主角） | 《法網伊人》         |                | 沈學儀（Sammi、阿沈、師爺）            | 提名 （最後五強） |
| 2003年 | 2003年度萬千星輝賀台慶    | 本年度我最喜愛的女主角（最佳女主角） | 《談判專家》         |                | 簡 潔（Kit）                           | 提名 （最後五強） |
| 2004年 | 2004年度萬千星輝賀台慶    | 本年度我最喜愛的女主角（最佳女主角） | 《青出於藍》         |                | 王若詩（Miss Wong）                    | 提名 （最後五強） |
| 2005年 | Astro華麗台電視劇大獎2005 | 我的至愛女主角                       | 《青出於藍》         |                | 王若詩（Miss Wong）                    | 提名              |
| 2005年 | 2005年度萬千星輝賀台慶    | 最佳女主角                           | 《酒店風雲》         |                | 顧碧琦（Becky）                        | 提名 （最後五強） |
| 2005年 | 2005年度萬千星輝賀台慶    | 最佳女主角                           | 《心花放》           |                | 紀開心（開心姐）                       | 提名 （最後十強） |
| 2006年 | Astro華麗台電視劇大獎2006 | 我的至愛女主角                       | 《酒店風雲》         |                | 顧碧琦（Becky）                        | 提名 （最後五強） |
| 2006年 | 2006年萬千星輝頒獎典禮    | 最佳女主角                           | 《施公奇案》         |                | 米香蓉／唐鳳（米牙婆、四奶奶）         | 提名              |
| 2006年 | 2006年萬千星輝頒獎典禮    | 我最喜愛的電視女角色                 | 《施公奇案》         |                | 米香蓉/唐鳳（米牙婆、四奶奶）          | 提名              |
| 2006年 | 2006年萬千星輝頒獎典禮    | 最佳節目主持                         |                      | 《更上一層樓》 |                                        | 提名              |
| 2009年 | 2009年萬千星輝頒獎典禮    | 最佳女主角                           | 《富貴門》           |                | 董令姿（Angie）                        | 提名              |
| 2009年 | 2009年萬千星輝頒獎典禮    | 我最喜愛的電視女角色                 | 《富貴門》           |                | 董令姿（Angie）                        | 提名              |
| 2009年 | 2009年萬千星輝頒獎典禮    | tvb.com人氣大獎                      |                      |                |                                        | 提名              |

## 外部連結
- 郭可盈的新浪微博
- 郭可盈的Facebook專頁
- 郭可盈的Instagram帳戶
- 郭可盈-新浪Blog （页面存档备份，存于）
- 無線電視香港小姐-郭可盈
- 郭可盈在互联网电影资料库（IMDb）上的資料（英文）